# East Cottingwith
East Cottingwith – wieś w Anglii, w hrabstwie East Riding of Yorkshire. Leży 42 km na zachód od miasta Hull i 268 km na północ od Londynu. W 2001 miejscowość liczyła 290 mieszkańców.